# Nathan Keyes
Nathan William Keyes (28 de novembro de 1985) é um ator estadunidense, mais conhecido por interpretar "Kevin Levin" no filme Ben 10: Invasão Alienígena de 2009 ao lado de Ryan Kelley.

## Filmografia
| Filmes | Filmes                        | Filmes                        | Filmes                    |
| Ano    | Título Original               | Título (Brasil)               | Papel                     |
| ------ | ----------------------------- | ----------------------------- | ------------------------- |
| 2006   | The Nature of Blake           | The Nature of Blake           | Blake                     |
| 2009   | Mrs. Washington Goes to Smith | Mrs. Washington Goes to Smith | Alec Washington (para TV) |
| 2009   | Ben 10: Alien Swarm           | Ben 10: Invasão Alienígena    | Kevin E. Levin            |
| 2010   | The Good Doctor               | The Good Doctor               | Rich                      |
| Séries |                               |                               |                           |
| Ano    | Título                        | Papel                         | Episódios                 |
| 2006   | Numb3rs                       | Paul Elins                    | 1 episódio                |
| 2006   | Three Moons Over Milford      | Jonah                         | 4 episódios               |
| 2007   | Women's Murder Club           | Thaddeus Prescott             | 1 episódio                |
| 2010   | Brothers & Sisters            | Sam                           | 1 episódio                |